# Harry Eagle
Harry Eagle (* 13. Juli 1905 in New York City; † 12. Juni 1992) war ein US-amerikanischer Mediziner. Er legte als Pathologe zusammen mit Renato Dulbecco die Grundlagen zur In-vitro-Züchtung lebender Zellen.
Noch heute werden seine Nährmedien in der modernen Zellkultur verwendet. Die von ihm entwickelten Nährmedien in der Zellkultur sind noch heute (meist nur in der Abkürzung) nach ihm benannt, zum Beispiel das MEM (Minimal Eagle’s Medium), EMEM (Eagle’s Minimum Essential Medium) oder das DMEM (Dulbecco’s modified Eagle Medium).
1960 wurde er in die American Academy of Arts and Sciences gewählt, 1963 in die National Academy of Sciences. In den Jahren 1964/1965 war Harry Eagle Präsident der American Association of Immunologists. Er wurde 1973 mit dem Louisa-Gross-Horwitz-Preis ausgezeichnet, 1987 mit der National Medal of Science.

## Werke (Auswahl)
- H. Eagle: Nutrition needs of mammalian cells in tissue culture. In: Science Band 122, Nummer 3168, September 1955, S. 501–514, ISSN 0036-8075. PMID 13255879.
- H. Eagle: The specific amino acid requirements of a mammalian cell (strain L) in tissue culture. In: Journal of Biological Chemistry. Band 214, Nummer 2, Juni 1955, S. 839–852, ISSN 0021-9258. PMID 14381421.